# Pinidello
Pinidello è una frazione del comune di Cordignano, in provincia di Treviso.

## Geografia fisica
Il centro, articolato nei borghi di San Rocco (dove si trova l'omonima chiesa) e Santo Stefano (nel quale si trova la parrocchiale), si trova al limite occidentale del comune, presso il confine con Colle Umberto. Si colloca sulla riva destra del fiume Meschio, che qui accoglie le acque del torrente Friga. Nella parte sud-occidentale della frazione, al confine con i comuni di Godega di Sant'Urbano e Colle Umberto, si trova la località 'Campardo' (sign. 'campo arido'), area principalmente dedita all'agricoltura e all'allevamento intensivo di polli e maiali. In questa località si trovano inoltre una piccola zona industriale e una cava che per un certo periodo degli anni '90 è stata convertita in discarica.

## Storia
Nella località sono stati individuati i resti di una villa romana.

## Monumenti e luoghi d'interesse

### Chiesa parrocchiale
L'esistenza della chiesa di Santo Stefano è provata almeno dai primi del Trecento (nel 1346 viene citata come Santo Stefano de Mesco in riferimento al vicino corso d'acqua). Cappella della pieve di Cordignano, divenne parrocchiala nella seconda metà del Cinquecento.
L'edificio attuale fu consacrato nel 1580 dal patriarca di Aquileia Francesco Barbaro. Parti dell'edificio risultano però più antiche, in particolare il presbiterio risalirebbe alla prima metà del XV secolo (di recente vi sono stati scoperti degli affreschi dell'epoca). Degni di nota sono un dipinto di Francesco da Milano e un ciclo di affreschi attribuiti a Giovanni Francesco Dal Zotto.

### Palazzo Pinidello
Risalente al Cinquecento, fu la dimora dell'omonima famiglia. Dal 1807 al 1810 ha costituito la casa comunale.